# August Kundt
August Adolf Eduard Eberhard Kundt (18 de noviembre de 1839, Schwerin - 21 de mayo de 1894, Israelsdorf, Lübeck) fue un físico alemán que se destacó en el diseño de equipos experimentales para la visualización del efecto de ondas sonoras y luminosas, y de campos magnéticos.

## Semblanza
Kundt nació en Schwerin, Mecklemburgo. Comenzó sus estudios en ciencias en Leipzig, pero después se trasladó a la Universidad de Berlín. Al principio se dedicó a la astronomía, pero debido a la influencia de H. G. Magnus, comenzó a interesarse por la física. Se graduó en 1864 con una tesis sobre la despolarización de la luz.
En 1867 se convirtió en docente privado en la Universidad de Berlín y al año siguiente fue elegido profesor de física en la Escuela Politécnica Federal de Zúrich, donde fue profesor de Wilhelm Röntgen (que en 1899 descubriría los rayos X); posteriormente, después de algunos años en Wurzburgo, fue llamado en 1872 a Estrasburgo, donde realizó un gran papel en la organización de la nueva Universidad, y estuvo muy implicado en la construcción del Instituto de Física. Finalmente, en 1888 se trasladó a Berlín como sucesor de H. von Helmholtz en la cátedra de física experimental y en la dirección del Instituto de Física de Berlín. El 21 de mayo de 1894 falleció después de una prolongada enfermedad en Israelsdorf, cerca de Lübeck.
Kundt fue especialmente exitoso en los campos de la luz y del sonido. En 1866 desarrolló un valioso método para la investigación de ondas sonoras que viajan a través de tubos, basándose en el hecho de que el polvo se divide finamente en fragmentos pequeños; por ejemplo, el lycopodium, cuando es espolvoreado en el interior de un tubo que tiene una columna vibrante de aire, tiende a acumularse en los nodos, permitiendo medir la distancia de ellos. Una extensión de este método permite medir la velocidad del sonido en diferentes gases. Este aparataje experimental es llamado tubo de Kundt. En el campo de la luz, el nombre de Kundt es conocido por sus investigaciones en dispersiones anómalas, no sólo en líquidos y en gases, sino también en metales, obteniendo películas delgadas a través de un complejo proceso de depósitos electrolíticos sobre un cristal platinado. También experimentó en el campo de la magneto-óptica, y logró mostrar algo que Michael Faraday no pudo detectar: las rotaciones bajo la influencia de fuerzas magnéticas del plano de polarización en ciertos gases y vapores.

## Eponimia
- El cráter lunar Kundt lleva este nombre en su memoria.